# Dundrum (Dublin)
Pour les articles homonymes, voir Dundrum.
Dundrum (en irlandais : Dún Droma), à l'origine un village indépendant, est aujourd'hui une des banlieues sud de Dublin, district du comté de Dun Laoghaire-Rathdown, en Irlande.
Cette zone résidentielle possède l'un des plus grands centres commerciaux d'Europe, le Dundrum Town Center. Elle est également desservie par la Green Line du Luas, tramway de Dublin ouvert en juin 2004.

## Personnalités
Stephen Roche, le champion cycliste, est célébré par un monument dans Main Street.
Derek Daly (né le 11 mars 1953 à Dundrum) est un ancien pilote de course automobile.

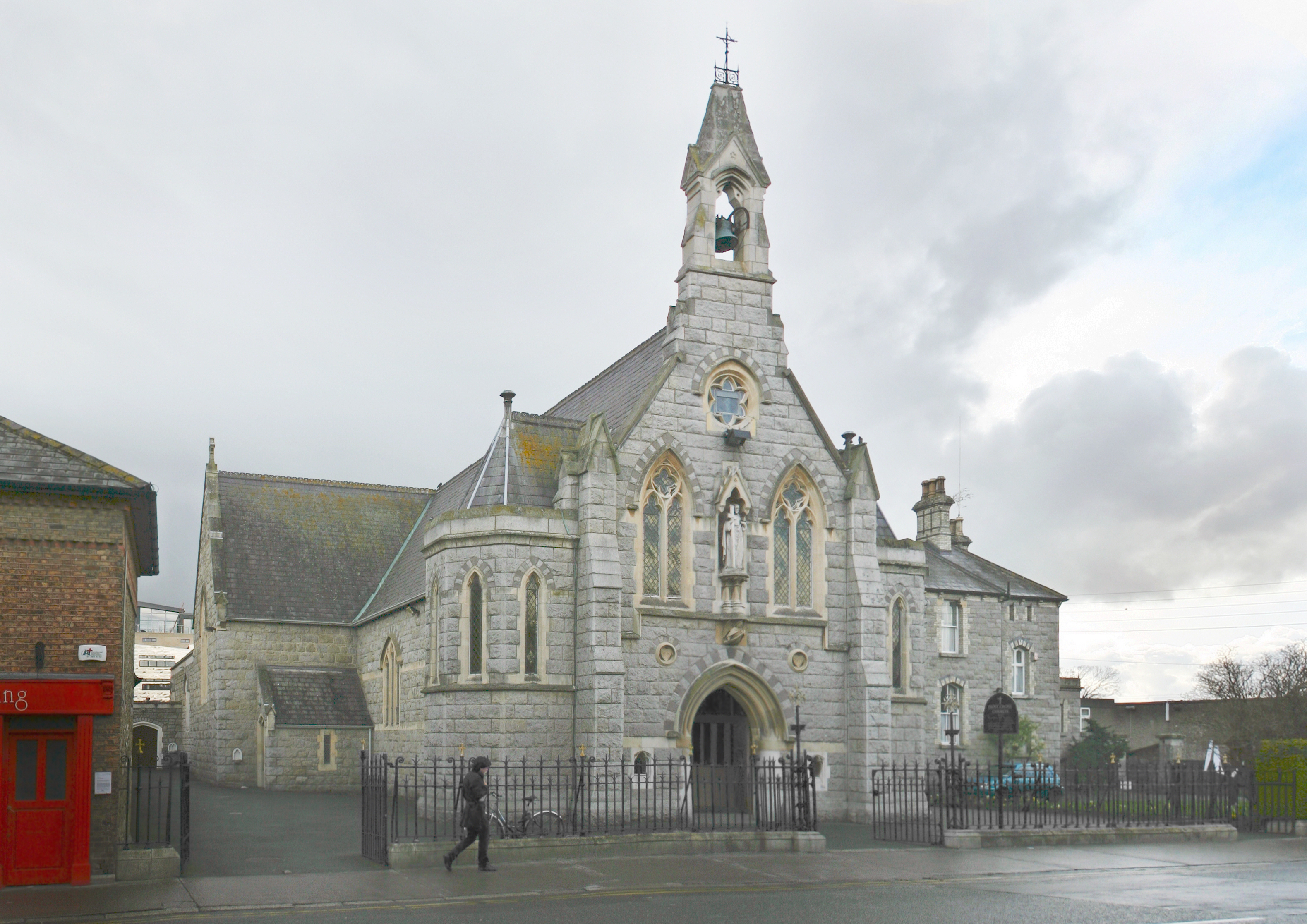
L'église de Dundrum, …
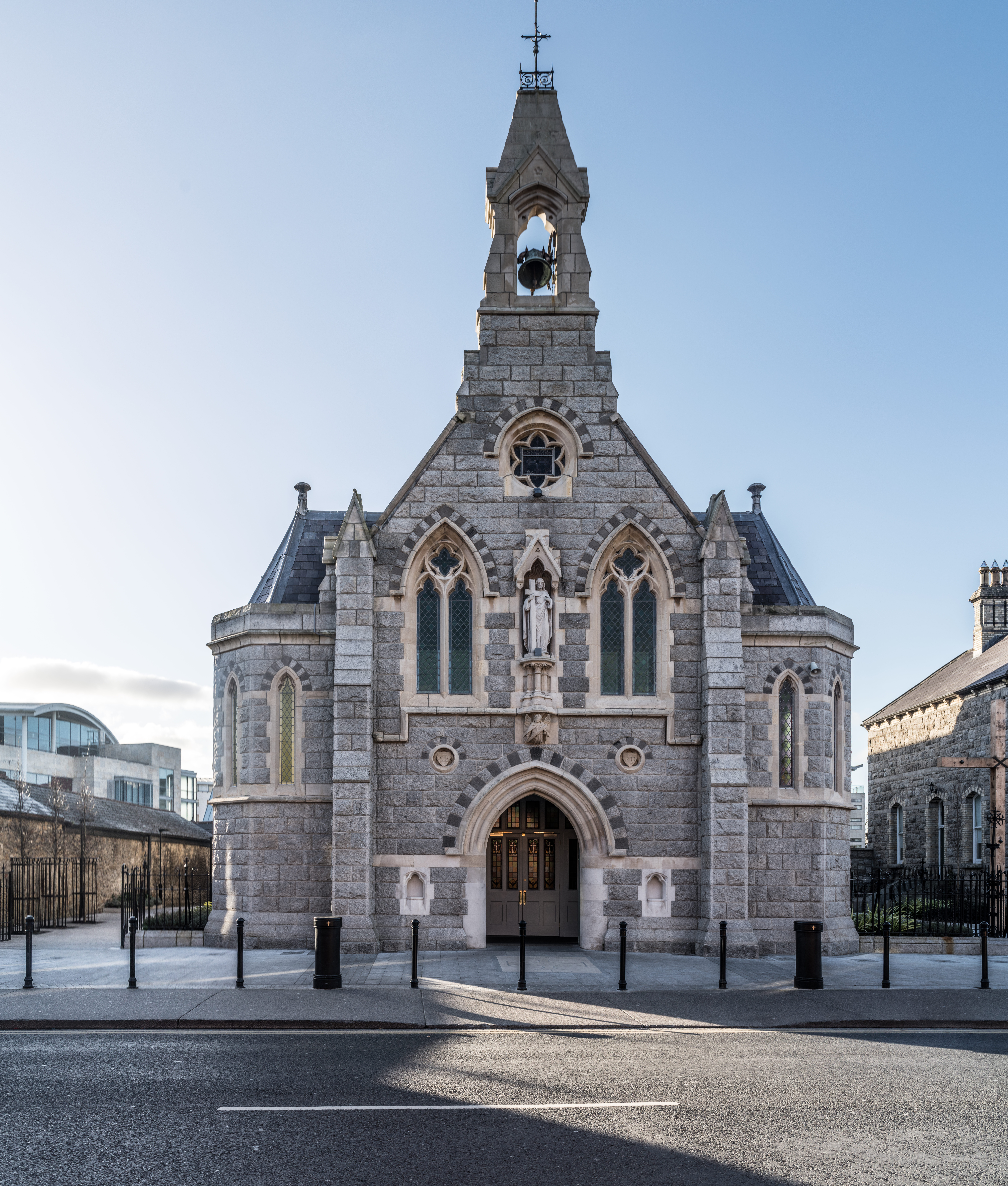
… la « Holy Cross Church ».